# Гергељ Ђурта
Гергељ Ђурта (мађ. Gyurta Gergely; Будимпешта, 21. септембар 1991) мађарски је пливач чија ужа специјалност су трке слободним стилом на дужим дистанцама, те маратонске трке на отвореним водама. Вишеструки је национални првак у тркама на отвореним водама.
Његов старији брат Данијел Ђурта је некадашњи олимпијски и вишеструки светски и европски првак у пливању.

## Спортска каријера
Ђурта је са такмичењима на међународној пливачкој сцени започео током 2008, наступима на европском јуниорском првенству у Београду и сениорском првенству континента у малим базенима у Ријеци. Годину дана касније осваја и прве медаље у каријери, обе на европском јуниорском првенству у Прагу, злато у трци на 1500 слободно и сребро на 400 мешовито. Исте године по први пут је наступио на неком од светских првенстава, и то на првенству у даљинском пливању које је одржано у италијанској Остији, а где је у трци на 5 километара заузео 31. место.
Први запаженији резултат у сениорској каријери постигао је на европском првенству у Будимпешти 2010, где је успео да се квалификује за финала у тркама на 800 и 1500 метара слободним стилом (8. и 7. место у финалима), а потом и на Светском првенству у малим базенима у Дубаију, где је освојио бронзану медаљу у трци на 1500 слободно.
На светским првенствима у великим базенима је дебитовао у Шангају 2011, а такмичио се и на четири наредна светска првенства, у Барселони 2013, Казању 2015, Будимпешти 2017. и Квангџуу 2019. године. На свим првенствима се углавном такмичио у тркама на 1500 метара слободним стилом, и никада није успео да се пласира у финале. Са друге стране остварио је неколико запаженијих резултата у тркама на отвореним водама, 6. место у трци на 25 километара у Будимпешти, односно 10. место у истој трци и Квангџуу.
Ђурта је у два наврата учествовао на Олимпијским играма, у Лондону 2012. и Рију 2016. године. У Лондону је у квалификацијама трке на 1500 слободно заузео 12. место, док је у Рију био 19. на 1500 слободно, односно 11. на 400 мешовито.